# Divko Budak
Divko Budak (Karlobag, 24. veljače 1897. – Logor Kerestinec, 14. srpnja 1941.) bio je hrvatski antifašist, sudionik Narodnooslobodilačke borbe i narodni heroj Jugoslavije.

## Životopis
Rođen je 24. veljače 1897. u Karlobagu. Poslije završene osnovne škole u rodnom mjestu, gimnaziju je završio u Sušaku, a Trgovačku školu u Ljubljani. Godine 1919., pristupio je revolucionarnom radničkom pokretu. Politički aktivan postao je pred prve parlamentarne izbore 1920. za Ustavotvornu skupštinu Kraljevine SHS. Godine 1921., postao je član Komunističke partije Jugoslavije.
Od 1927. do 1932., živio je u Perušiću, gdje je otvorio malu trgovačku radnju. U to vrijeme rukovodio je ilegalnim partijskim radom u tom mjestu i utjecao na stvaranje i rad partijskih organizacija u cijeloj Lici, a naročito u Gospiću i u Hrvatskom primorju. Pošto se ga je policija uskoro otkrila, prešao je u Zagreb, gdje je nastavio rad u sindikalnom pokretu, u Savezu privatnih namještenika i u Savezu bankarskih činovnika. Godine 1934., postao je član Mjesnog komiteta KPJ u Zagrebu. Sljedeće godine prešao je u ilegalnost. Zbog opasnosti da bude uhićen, 1936. godine, po zadatku KPJ otišao je u inozemstvo. Zadržao se u Pragu i Parizu, gdje je radio na organiziranju pomoći borbi Španjolske republike protiv postrojbi generala Franca.
Odmah poslije povratka u Jugoslaviju, 1939. godine, bio je uhićen i poslije tri mjeseca mučenja pušten iz istražnog zatvora. Poslije toga je nastavio partijski rad u Zagrebu. Dana 31. ožujka 1941., zajedno s velikom grupom komunista i revolucionara, uhitila ga je policija Banovine Hrvatske i zatvorila u logor Kerestinec. Nakon osnutka Nezavisne Države Hrvatske, logor je predan u ruke ustaša. Divko je bio jedan od organizatora proboja iz logora, koji je izvršen 9. srpnja. Ustaše su ga ubrzo uhvatili i strijeljali 14. srpnja 1941. u Kerestincu.
Ukazom predsjednika Federativne Narodne Republike Jugoslavije Josipa Broza Tita, 24. srpnja 1953. godine, proglašen je za narodnog heroja.
Njegov sin Slobodan Budak bio je pravnik i aktivist za ljudska prava.